# Roubaix, una luce nell'ombra
 Roubaix, una luce (Roubaix, une lumière) è un film del 2019 diretto da Arnaud Desplechin.
Il film è ispirato al documentario del 2008 Roubaix, commissariat central, che racconta di un caso di cronaca nera avvenuto a Roubaix nel 2002. È stato presentato in concorso al Festival di Cannes 2019.

## Trama
Una notte di Natale, a Roubaix, il commissario di polizia Daoud si ritrova assieme alla recluta Louis a gestire le indagini sull'omicidio di un'anziana signora. I suoi sospetti presto ricadono su una giovane coppia di ragazze indigenti e tossicodipendenti che vivevano vicino alla vittima.

## Distribuzione
Il film è stato presentato in anteprima il 22 maggio 2019 al 72º Festival di Cannes, all'interno del concorso principale. È stato poi distribuito nelle sale cinematografiche francesi da Le Pacte a partire dal 21 agosto dello stesso anno.
In Italia il film è stato presentato in anteprima il 1º luglio 2020 all'Arena Nuovo Sacher durante il Festival del Nuovo Cinema Francese. È stato poi distribuito nelle sale cinematografiche da No.Mad Entertainment nell'autunno del 2020.

## Riconoscimenti
- 2019 - Festival di Cannes[3]
  - In competizione per la Palma d'oro
- 2020 - Premio César[5][6]
  - Miglior attore a Roschdy Zem
  - Candidatura per il miglior film
  - Candidatura per il miglior regista a Arnaud Desplechin
  - Candidatura per la migliore attrice non protagonista a Sara Forestier
  - Candidatura per il migliore adattamento a Arnaud Desplechin e Léa Mysius
  - Candidatura per la migliore fotografia a Irina Lubtchansky
  - Candidatura per la migliore musica da film a Grégoire Hetzel
- 2020 - Premio Lumière[7]
  - Miglior attore a Roschdy Zem
  - Candidatura per il miglior film
  - Candidatura per il miglior regista a Arnaud Desplechin
  - Candidatura per la migliore fotografia a Irina Lubtchansky